# Кешен, Кристин
Кристи́н Ке́шен (англ. Christine Keshen; род. 6 февраля 1978, Инвермир, Британская Колумбия) — канадская кёрлингистка. В составе сборной Канады — бронзовый призёр Олимпийских игр 2006.
Играет на позиции первого.

## Достижения
- Зимние Олимпийские игры: бронза (2006).
- Кубок Канады по кёрлингу: золото (2005).
- Канадский олимпийский отбор по кёрлингу: золото (2005).
- Континентальный Кубок по кёрлингу (в составе команды Северной Америки): серебро (2006).

## Команды
| Сезон   | Четвёртый                 | Третий        | Второй          | Первый        | Запасной                                                                            | Турниры                                  |
| ------- | ------------------------- | ------------- | --------------- | ------------- | ----------------------------------------------------------------------------------- | ---------------------------------------- |
| 2004—05 | Шэннон Клейбринк          | Эми Никсон    | Гленис Баккер   | Кристин Кешен |                                                                                     | КК 2005                                  |
| 2005—06 | Шэннон Клейбринк          | Эми Никсон    | Гленис Баккер   | Кристин Кешен | Сандра Дженкинс (кроме Кубка Канады) тренеры (ЗОИ): Daryl Nixon, Элейн Дагг-Джексон | КООК 2005 · КК 2006 (9 место) · ЗОИ 2006 |
| 2006—07 | Шэннон Клейбринк          | Эми Никсон    | Бронвин Уэбстер | Кристин Кешен |                                                                                     | КК 2007 (4 место)                        |
| 2007—08 | Jerri Pat Armstrong-Smith | Кристин Кешен | Susan Hicks     | Lynn Lee      |                                                                                     |                                          |

(скипы выделены полужирным шрифтом)